# Сараччи, Марсело
Марсело Хосемир Сараччи Пинтос (исп. Marcelo Josemir Saracchi Pintos; родился 23 апреля 1998 года, Пайсанду) — уругвайский футболист, защитник сборной Уругвая.

## Клубная карьера
Сараччи — воспитанник клуба «Данубио». 16 августа 2015 года в матче против «Хувентуд Лас-Пьедрас» он дебютировал в уругвайской Примере. 28 мая 2016 года в поединке против «Монтевидео Уондерерс» Марсело забил свой первый гол за «Данубио». Летом 2017 года Сараччи перешёл в аргентинский «Ривер Плейт». В матче против «Банфилда» он дебютировал в аргентинской Примере.
Летом 2018 года Марсело перешёл в немецкий «РБ Лейпциг», подписав контракт на пять лет. Сумма трансфера составила 14 млн евро. 26 августа в матче против дортмундской «Боруссии» он дебютировал в Бундеслиге. Бывшие партнёры Сараччи по «Ривер Плейту» в итоге завоевали Кубок Либертадорес 2018. Сараччи провёл в этом турнире до отъезда в Германию шесть матчей и, таким образом, постфактум стал обладателем этого трофея.

## Международная карьера
В 2015 году Марсело в составе юношеской сборной Уругвая принял участие в юношеском чемпионате Южной Америки в Парагвае. На турнире он сыграл в матчах против команд Боливии, Чили, Колумбии, Бразилии, Парагвая, Аргентины и дважды Эквадора. В поединке против эквадорцев Сараччи забил гол.
Летом того же года Марсело принял участие в молодёжном чемпионате мира в Новой Зеландии. На турнире он сыграл в матче против Мали.
В 2017 года Сарачи в составе молодёжной сборной Уругвая выиграл молодёжный чемпионат Южной Америки в Эквадоре. На турнире он сыграл в матчах против команд Перу, Колумбии, Эквадора, Венесуэлы и Аргентины.
В том же году Сарачи принял участие в молодёжном чемпионате мира в Южной Корее. На турнире он сыграл в матчах против команд Японии,Португалии и Венесуэлы.

## Достижения
- Обладатель Кубка Аргентины: 2016/17
- Обладатель Суперкубка Аргентины: 2018
- Обладатель Кубка Либертадорес: 2018 (постфактум)
- Победитель Молодёжного чемпионата Южной Америки: 2017